# Гвезда (футбольный клуб)
«Гвезда» — чешский футбольный клуб, расположенный в городе Хеб.

## История
Клуб был основан в 1951 году. Позже, в 2001 году, был возрождён после банкротства, наступившего в 1996 года. На протяжении 13 лет клуб играл в Первой лиге Чехословакии.

## Достижения
Клуб один раз выступил на европейском уровне в Кубке Митропы в 1980 году, заняв третье место в группе. При этом с командой 
Удинезе (Удине, Италия) клуб сыграл 2:3 на выезде и 2:0 дома, с командой «Дебрецен» (Венгрия) - 2:1 дома и 1:2 в гостях, и с командой «Челик» (Зеница, Югославия) - 1:3 в гостях и 2:1 дома. 

## Прежние названия клуба
- 1951 — ВСЕ Соколово Хеб (чеш. VSJ Sokolovo Cheb)
- 1953 — ДСО Руда Гвезда Хеб (чеш. DSO Rudá Hvězda Cheb)
- 1966 — ВТЕ Дукла Граничар Хеб (чеш. VTJ Dukla Hraničář Cheb)
- 1972 — ТЕ Руда Гвезда Хеб (чеш. TJ Rudá Hvězda Cheb (RH Cheb))
- 1990 — СКП Унион Хеб (чеш. SKP Union Cheb)
- 1994 — ФК Унион Хеб (чеш. FC Union Cheb)
- 1996 — СК Хеб (чеш. SK Cheb)
- 2001 — ФК Унион Хеб 2001 (чеш. FK Union Cheb 2001)
- 2011 — ФК Гвезда Хеб (чеш. FK Hvězda Cheb)

## Известные игроки
- Йозеф Хованец, 1979—1981, 52 игры, 4 гола
- Владимир Грушка, 1979—1981, 3 игры, 1 гол
- Зденек Коубек, 1979—1983, 5 игр
- Павел Кука, 1987—1989, 89 игр
- Лубомир Поклуда 1979—1984, 4 игры, олимпийский чемпион в составе олимпийской сборной Чехословакии 1980 года
- Петр Самец, 1992—1995, 9 игр, 2 гола
- Хорст Зигль, 1989—1990, 23 игр, 7 голов